# Szandra Szögedi
Szandra Szögedi (19 ottobre 1988) è una judoka ghanese.
Nel 2016 ha partecipato ai Giochi olimpici di Rio de Janeiro perdendo al primo turno contro la brasiliana Mariana Silva per ippon.

## Palmarès
- Campionati africani

Agadir 2012: bronzo nei -57kg.
Port Louis 2014: bronzo nei -63kg.
Libreville 2015: bronzo nei -63kg.
Tunisi 2016: bronzo nei -63kg.
- Giochi panafricani

Brazzaville 2015: bronzo nei -63kg.